# Siek
Siek est une commune allemande du Schleswig-Holstein, située dans l'arrondissement de Stormarn (Kreis Stormarn), à six kilomètres au sud-est de la ville d'Ahrensburg, près de Hambourg. Siek est le chef-lieu de l'Amt Siek qui regroupe cinq communes en tout.